# Calsonic Kansei
Calsonic Kansei Corporation (カルソニックカンセイ株式会社 Calsonic Kansei Kabushiki-gaisha?)  -  en la actualidad 'KKR'  -  acrónimo de (Kolbehrg Kravis Roberts)  -  , es una empresa automotriz Nipona; que cuenta con 58 centros de fabricación. 
En 2023, está presente en varios continentes y países comenzando por los Estados Unidos, Polonia, Corea del Sur, México, Rumania, Tailandia, Reino Unido, Sudáfrica, India, España, China, Francia y Malasia.
La corporación, inicialmente, fue el resultado de una fusión entre Calsonic (una empresa especializada en acondicionadores de aire e intercambiadores de calor),  y el fabricante de indicadores Kansei en 1999. Nissan adquirió parte de su accionariado, y aumentó su participación en la compañía del 27.6 por ciento al 41.7 por ciento en enero de 2005.
En 2009, Nissan adquiere la compañía Magneti Marelli a la compañía Fiat Group, integrándola en su filial de componentes Calsonic Kansei. En esta compra, no estaría incluida la rama de iluminación, la cual, previamente, fue escindida de Magneti Marelli por parte del fabricante italiano.
Durante el mes de noviembre de 2016, Nissan confirmaría los planes de vender su participación a la firma de capital privado Kohlberg Kravis Roberts, quien luego obtuvo el resto de la compañía en febrero de 2017, convirtiéndose en su propietario.

## Segmentos de negocio y productos

### Módulo de cabina y productos de interior
- Paneles de instrumentos
- Unidades de aire

acondicionado
- Grupos de instrumentos
- Interruptores integrados

### Sistemas de Control de Clima
- Unidades de climatización
- Condensadores
- Compresores

### Compresores
- Compresores de desplazamiento variable
- Compresores rotativos

### Productos de intercambio de calor
- Radiadores Condensadores
- Ventiladores de motor
- Enfriadores de aire internos
- Enfriadores de aceite
- Evaporadores

### Productos electrónicos
- Body Electronics
  - Módulos de Control Corporal
  - Sistemas de posición de conducción automática
  - Unidades de control de airbag
  - Sistemas de detección de ocupantes
  - Entrada sin llave
- Componentes de la interfaz de la máquina humana
- Componentes de electrónica de potencia

### Sistemas de escape
- Colectores de escape
- Silenciadores
- Dispositivos de control de emisiones

## Patrocinio
Calsonic se asocia principalmente con el equipo Impul de Kazuyoshi Hoshino en Japón, patrocinándolo desde 1987.
Calsonic se anunció como una asociación de varios años con el equipo de carreras de Fórmula 1 McLaren el 9 de marzo de 2016.
Calsonic también es proveedor oficial de refrigeración de radiadores para Scuderia Toro Rosso desde 2007.